# One Night Only (álbum de One Night Only)
One Night Only es el segundo álbum de estudio de la banda de rock británica One Night Only, publicado el 23 de agosto de 2010. El primer sencillo del álbum, «Say You Don't Want It», fue lanzado 16 de agosto de 2010, una semana antes que el disco. El video musical de dicha canción contó con la participación de la actriz Emma Watson. El 22 de agosto «Say You Don't Want It» quedó en la vigésima tercera posición en la UK Singles Chart. «Chemistry» fue el segundo sencillo del álbum, y el rodaje del video musical tuvo lugar en España a mediados de agosto.

## Lista de canciones
| N.º   | Título                  | Duración |  |
| 1.    | «Say You Don't Want It» | 4:08     |  |
| 2.    | «Bring Me Back Down»    | 3:21     |  |
| 3.    | «Forget My Name»        | 3:52     |  |
| 4.    | «Chemistry»             | 3:51     |  |
| 5.    | «Never Be The Same»     | 4:04     |  |
| 6.    | «All I Want»            | 3:33     |  |
| 7.    | «Got It All Wrong»      | 4:30     |  |
| 8.    | «Anything»              | 4:05     |  |
| 9.    | «Nothing Left»          | 3:44     |  |
| 10.   | «Feeling Fine»          | 3:47     |  |
| 11.   | «Can't Stop Now»        | 4:26     |  |
| 43:21 |                         |          |  |

## Personal
- George Craig – voz, guitarra
- Mark Hayton – guitarra, coros
- Daniel Parkin – bajo
- Jack Sails – teclados, coros
- James Craig – batería